# Karol Polák
Karol Polák (7. září 1934, Bratislava – 17. ledna 2016, Bratislava) byl slovenský sportovní komentátor.

## Život a kariéra
Přestože se narodil v Bratislavě, vyrůstal v Vysoké pri Morave. V mládí studoval zpěv a učil se hrát na housle. Vystudoval herectví na divadelní fakultě VŠMU v Bratislavě. Zároveň byl od mala vedený ke sportu (jeho otec hrál fotbal za 1. ČSŠK Bratislava). V dorostu byl brankářem v ČH Bratislava a poté hrál šest let druhou basketbalovou ligu.
Pracoval v rozhlase jako noční hlasatel. Jako první sportovní přenos komentoval krasobruslařskou exhibici v roce 1959 a v roce 1962 se stal komentátorem v nově vzniklé sportovní redakci Československé televize. Zde pracoval dalších skoro 35 let a zde také vyslovil několik nezapomenutelných výroků. Svým osobitým stylem komentoval řady přenosů z olympijských her, mistrovství světa, mistrovství Evropy atd.
Po odchodu z televize moderoval sportovní pořad na slovenském rádiu Hornet a působil také coby příležitostný moderátor různých společenských akcí.
V seznamech spolupracovníků StB je veden jednak jako tajný spolupracovník, jednak jako „důvěrník“, krycí jméno Eva a Šport.

### Film a televize
Ve filmu a televizi si zahrál několik menších rolí. Jako host vystupoval v řadě zábavných pořadů. Česká televize s ním natočila v roce 2013 dokument z cyklu 13. komnata.
- 1994, O Zorali a dvoch bratoch
- 1987, Ako som nedostal Nobelovu cenu (TV film)
- 1985, Pat a Mat - Porucha (archivní záběr, pouze hlas)
- 1974, V každom počasí
- 1974, Vodník a Zuzana (TV film)
- 1971, Ženy v ofsajdu
- 1970, Ring voľný (TV film)

### Manfred Kokot
Karol Polák se proslavil neotřelými výroky, mezi nejznámější však patří komentář během halového mistrovství Evropy v atletice 1973, kdy velmi svérázně okomentoval úspěch německého běžce Manfreda Kokota v porovnání s neúspěšnými československými atlety. Znění není přesně dochováno, mezi různé varianty podání patří následující:
| „ | Podľa očakávania zvíťazil Manfred Kokot z NDR. A naši, bohužiaľ, dobehli predposledný a posledný. Aká škoda, že aj u nás doma nemáme takýchto Kokotov! | “ |
| — | |   |

| „ | Nemecký šprinter Kokot bezkonkurenčne víťazí a kde sú naši? Ďaleko za ním. Bodaj by sme aj my mali takých Kokotov! | “ |
| — | |   |

| „ | Manfred Kokot víťazí suverénnym spôsobom (…) a kde sú naši kokoti, no kde sú? Hlboko v poli porazených… | “ |
| — | |   |

## Soukromý a rodinný život
Karol Polák byl třikrát ženatý. Z prvního manželství měl dceru Věru. S druhou ženou Evou (†77), se kterou se oženil v roce 1962 a která zemřela v říjnu 2014, měl syna, herce Karola (1964–2021). Potřetí se oženil 5. září 2015 s dlouholetou přítelkyní Agátou (61).

## Ocenění
Karol Polák byl držitelem několika cen:
- televizní ocenění Zlatý krokodýl (1972)
- cena Československé televize (1981)
- cena SOV (Slovenského olympijského výboru)
- cena Fair play dr. Ivana Chodáka